# Chuck Robb
Charles Spittal "Chuck" Robb, född 26 juni 1939 i Phoenix, Arizona, är en amerikansk demokratisk politiker och professor. Han var guvernör i delstaten Virginia 1982–1986. Han representerade Virginia i USA:s senat 1989–2001.

## Biografi
Robb utexaminerades 1961 från University of Wisconsin–Madison. Han deltog i Vietnamkriget i USA:s marinkår och dekorerades med en Bronze Star. Han tjänstgjorde som adjutant (Military Social Aide) i Vita Huset och lärde känna president Lyndon B. Johnsons dotter Lynda Bird under tjänstgöringen i Washington, D.C. Han gifte sig med presidentens dotter den 7 december 1967 i Vita Huset. Paret fick tre döttrar: Lucinda, Catherine och Jennifer.
Robb avlade 1973 juristexamen vid University of Virginia. Han var Virginias viceguvernör 1978-1982. Han efterträdde i januari 1982 John N. Dalton som guvernör. Han efterträddes 1986 av Gerald Baliles.
Demokraterna i Virginia nominerade Robb som partiets kandidat i senatsvalet 1988. Pressen undersökte Robbs festande noggrant i samband med kampanjen. Det ryktades att han under sin tid som guvernör hade varit närvarande på fester i Virginia Beach där kokain förekommit. Tidningen Norfolk Virginian-Pilot publicerade sin omfattande rapport om Robbs privatliv i augusti 1988. Robb var inte personligen anklagad för att ha tagit kokain utan ryktena handlade om de människor han hade festat tillsammans med och att vissa av dem hade blivit dömda för narkotikarelaterade brott. Robb meddelade att han aldrig hade sett droger eller personligen missbrukat dem. Baptistpastorn Maurice Dawkins, republikanernas kandidat i senatsvalet 1988, utnyttjade skandalen intensivt i sin kampanj. I en republikansk reklam stod det: "Newspapers report Chuck Robb at numerous parties with open cocaine use". ("Tidningarna rapporterar att Chuck Robb har varit på flera fester där kokain har brukats öppet".) Dawkins kampanj uppmanade väljarna i Virginia att rösta nej till droger genom att rösta nej till Chuck Robb. Publiken blev inte intresserad och Robb vann en överlägsen seger med 71% av rösterna mot 29% för Dawkins. Anklagelserna från Robbs tid som guvernör återkom i både 1994 och 2000 års senatsval. Robb medgav 1991 att han hade fått en massage från en före detta Miss Virginia i en hotellsvit och att han hade bett hustrun om ursäkt för att ha betett sig på ett olämpligt sätt. Efter skandalerna som rörde hans eget privatliv tog Robb en klar linje i moralfrågor gällande andras privatliv. Han blev den främsta förespråkaren för de homosexuellas rättigheter bland framträdande politiker i sydstaterna. Han var emot don't ask, don't tell-linjen i USA:s militär som tillåter de homosexuella att tjänstgöra så länge de hemlighåller sin läggning. Som enda senator från sydstaterna röstade Robb nej till Defense of Marriage Act år 1996, en federal lag som begränsar definitionen av äktenskapet till en man och en kvinna.
Robb vann knappt mot Oliver North i senatsvalet 1994 men besegrades sex år senare av George Allen. Robb efterträddes i januari 2001 i senaten av republikanen Allen.
Chuck Robb erhöll år 2001 en professur (Distinguished Professor of Law and Public Policy) i juridik och statsvetenskap vid George Mason University. Tillsammans med republikanen Laurence H. Silberman tjänstgjorde han som ordförande för kommissionen som undersökte underrättelseinformationen som hade legat till grund för Irakkriget (Iraq Intelligence Commission). Kommissionen offentliggjorde sin rapport i mars 2005. Robb tjänstgjorde dessutom i Bakerkommissionen som arbetade med att hitta en ny strategi i Irakkriget.